# Alice Goodall
Alice Goodall (3 de octubre de 2001) es una deportista de Reino Unido que compite en atletismo. Ganó una medalla de oro en el Campeonato Europeo de Atletismo Sub-23 de 2023, en la prueba de 10 000 m.

## Palmarés internacional
| Campeonato Europeo de Atletismo Sub-23 | Campeonato Europeo de Atletismo Sub-23 | Campeonato Europeo de Atletismo Sub-23 | Campeonato Europeo de Atletismo Sub-23 |
| Año                                    | Lugar                                  | Medalla                                | Prueba                                 |
| -------------------------------------- | -------------------------------------- | -------------------------------------- | -------------------------------------- |
| 2023                                   | Espoo (Finlandia)                      | Medalla de oro                         | 10 000 m                               |